# 蟻后

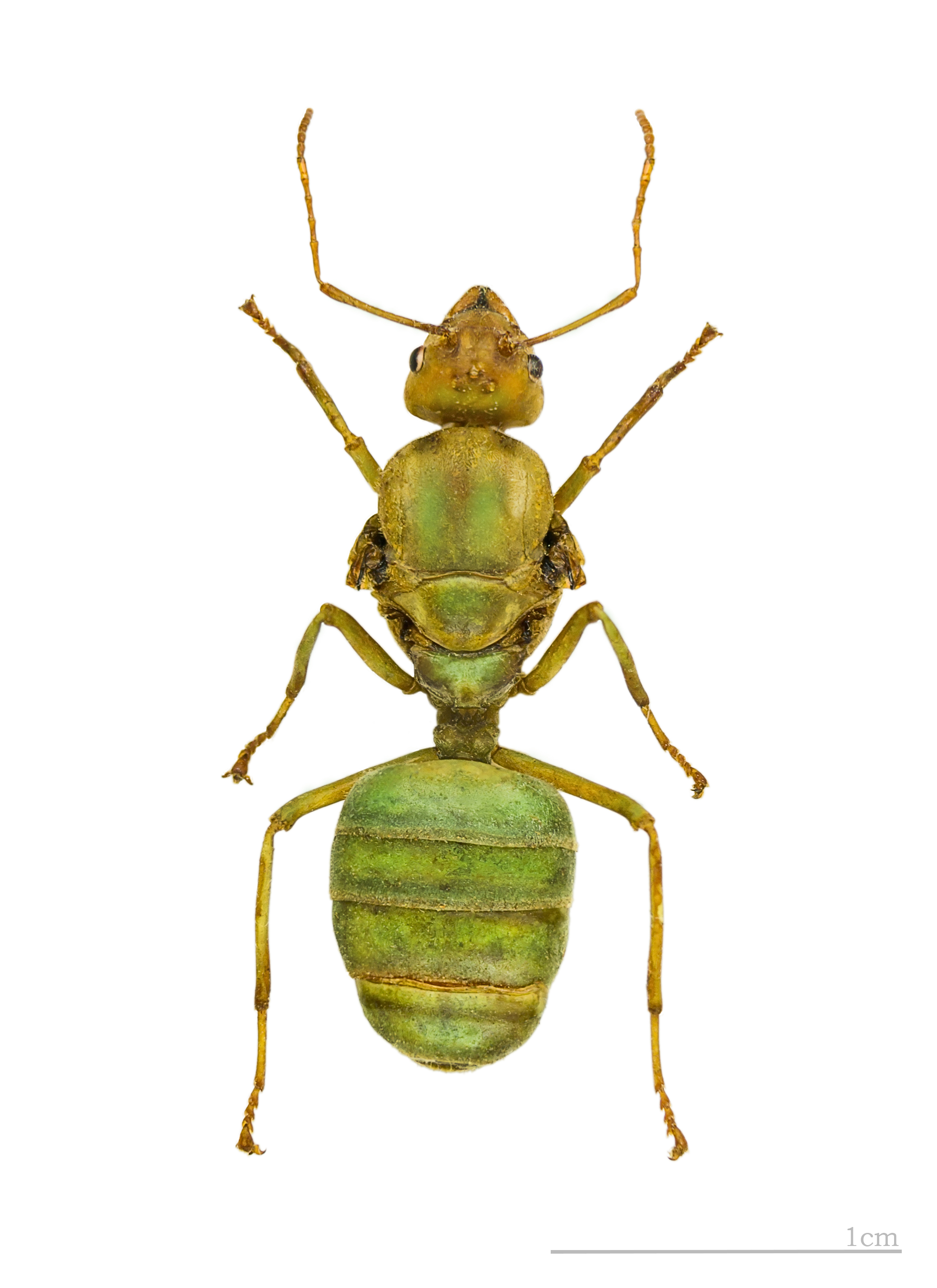
黃猄蟻的蟻后

蟻后為蟻窩中具有生殖能力的成年雌性螞蟻，整個蟻群都為蟻后的後代。某些種類螞蟻的蟻后為孤雌生殖，在進行繁殖時不需要雄性螞蟻的介入，但也因此只會產下雌蟻。其他種類的螞蟻則透過婚飛的行為找到配偶並完成交配。依照種類的不同，有些種一個蟻窩中只會有一隻蟻后，也有些種類的螞蟻在一個蟻窩中同時會有上百隻具有生殖能力的蟻后。蟻后可生存長達30年，紀錄中由德國昆蟲學家 Hermann Appel 所飼養的黑褐毛山蟻蟻后活了 28¾ 年。
雖然蟻后被稱為「蟻后」，但不能將人類社會當中上下階級和統治的觀念給帶入螞蟻社會中，根據長年研究螞蟻行為與生態的史丹福大學教授李家緯（Frank）在TED發布的報告，蟻后並不統治蟻群，蟻群是由每一個螞蟻個體的自行意志交織而組成的社會。

## 生命週期

### 發展
螞蟻的生命週期分為四個階段：卵、幼蟲、蛹與成蟲，屬完全變態。在幼蟲時期營養的供給將會影響其未來成體的型態：當食物來源缺乏時，所有的幼蟲最終只能發展為工蟻；但當食物來源充足時，部分幼蟲會得到特別多的食物並在蛹期後羽化成有翅的性成熟雌性，稱為「處女蟻后」或是「公主蟻」，這些處女蟻后最終將會飛離蟻窩，尋找配偶。

### 求偶

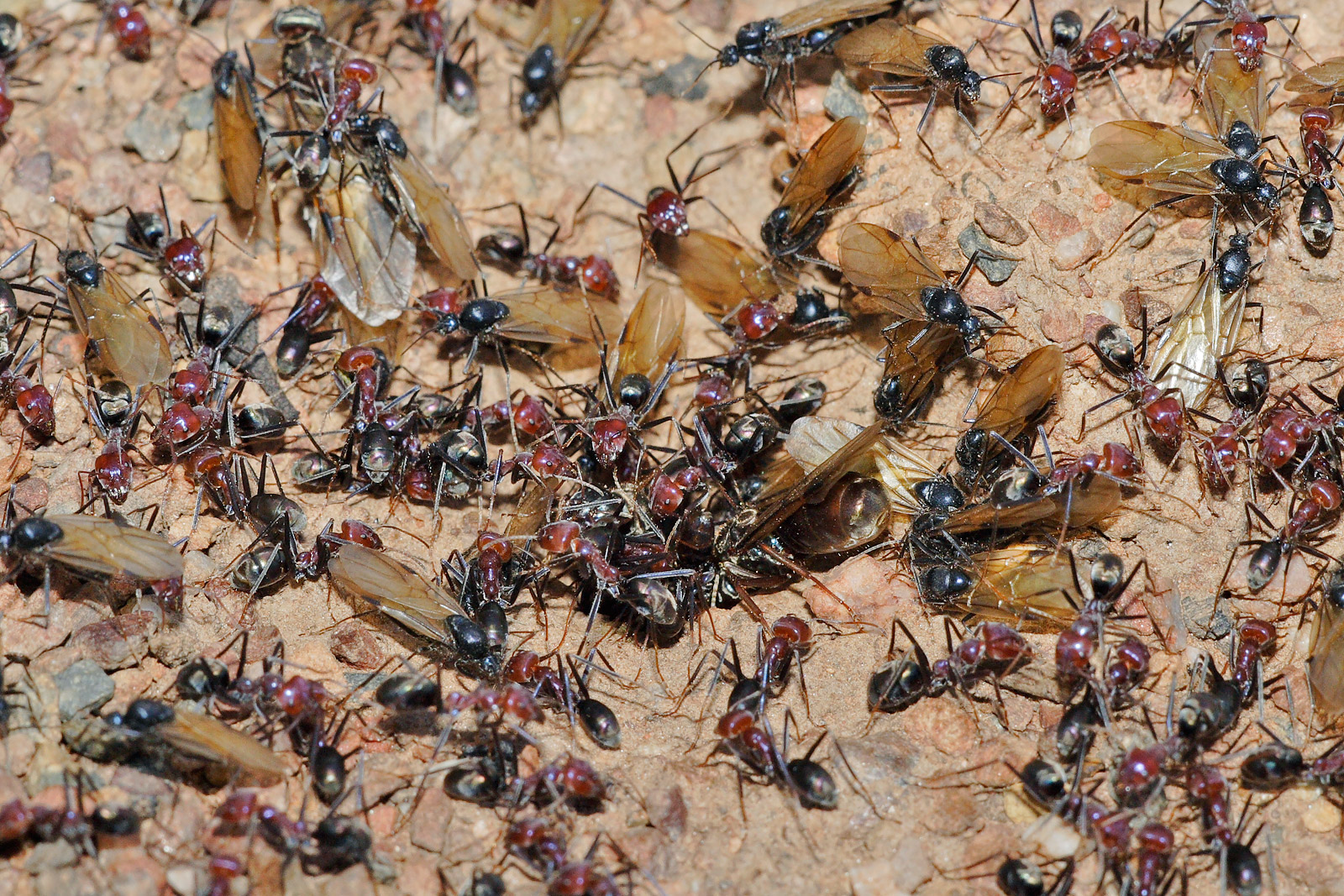
自蟻窩中蜂湧而出，準備婚飛的有翅蟻。

在雨後無風的悶濕時候（多半為夏季），此時大量的有翅螞蟻會爬出蟻窩並且在空中進行婚飛。同種螞蟻會選在同一時刻進行婚飛，雌蟻會飛行大段距離，和多隻雄蟻進行交配（雄蟻會將精子放入至雌蟻的受精囊中）。在交配過後，雄蟻即死去，而雌蟻會去尋找適合製作蟻窩的地點，一旦找到地點後，雌蟻的翅膀就會脫落。

### 建立蟻窩

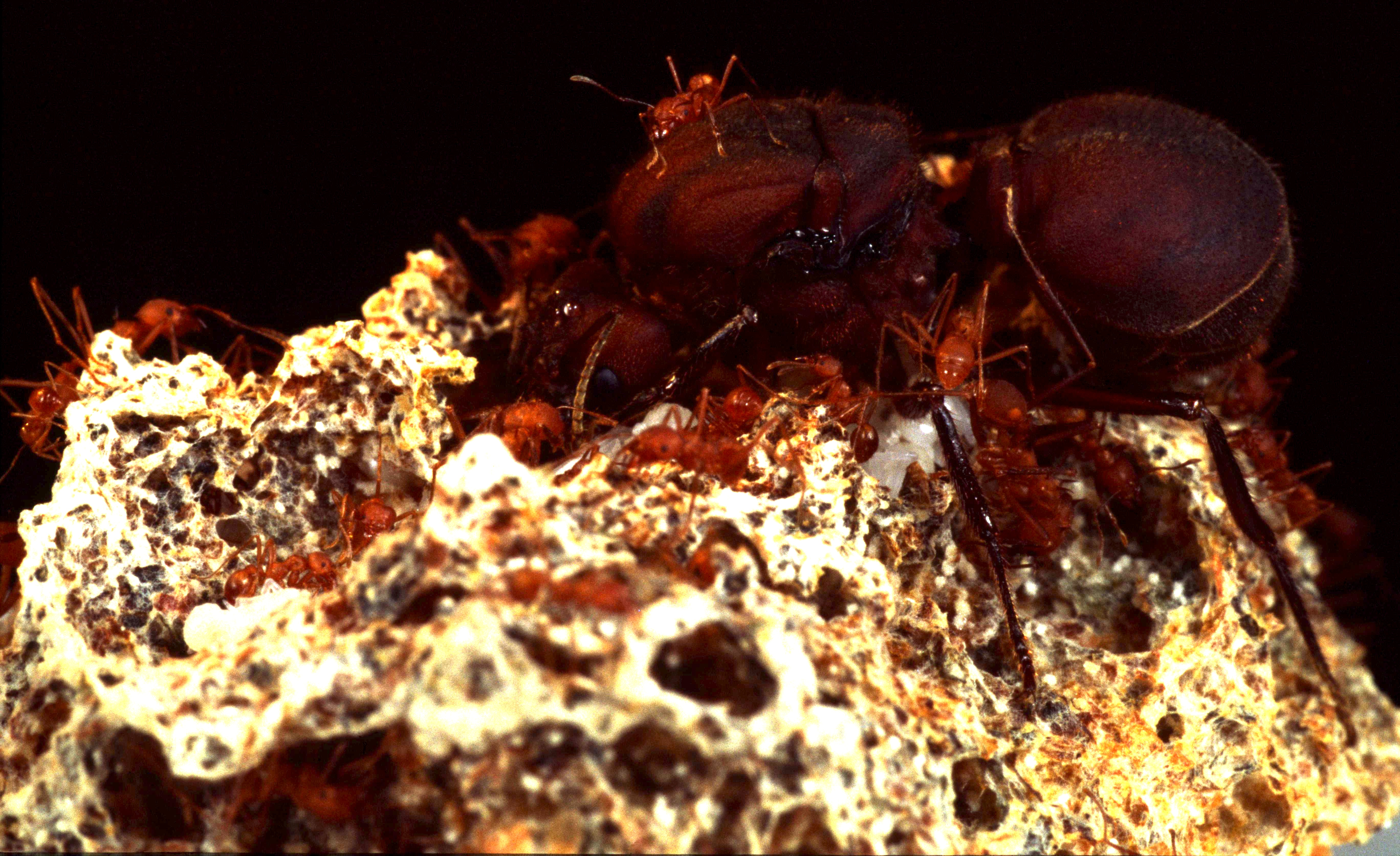
一群切葉蟻工蟻與蟻后。

如上所述，蟻后雖然意為「螞蟻的皇后」，但蟻后實際上並沒有統治蟻群，蟻后主要職責是負責產卵。當蟻窩建立之後，工蟻會負責餵食蟻后與清理蟻后的糞便。在蟻窩中大部分的成員都由蟻后所生，但也有部分螞蟻（如悍蟻）會去掠奪其他螞蟻的幼蟲和卵來培養作為自己蟻群的工蟻。

### 生產
在蟻窩建立之後，蟻后就會開始不間斷地產卵，依照蟻窩的需求決定產下受精或未受精卵，卵的受精有無將會決定未來孵出螞蟻的性別：受精卵會孵出雌性，未受精卵則會孵出雄性，其中那些接受更多食物營養的雌性，最終將會發展為新的蟻后。
除螞蟻之外，大部分膜翅目昆蟲（包含螞蟻、蜜蜂、黃蜂）皆採用這套染色體倍性性別決定系統。但是有少數透過螞蟻為孤雌生殖，該種螞蟻僅會存在雌性一種性別。

## 參看
- 蜂后